# Colin Donnell
Colin Donnell (Saint Louis (Missouri), 9 oktober 1982) is een Amerikaans acteur en zanger.

## Biografie
Donnell werd geboren als jongste van drie kinderen, en is van Ierse en Franse afkomst. Op zeventienjarige leeftijd speelde hij gitaar en nam zanglessen. Tijdens zijn studietijd op de high school kwam hij in aanraking met het acteren en nam deel aan het schooltoneel, hierdoor besloot hij om acteur te worden. Na de high school studeerde hij in 2005 af aan de Universiteit van Indiana in Bloomington (Indiana). 
Donnell begon met acteren in het theater, hij heeft ook opgetreden op Broadway. 
In 2011 was Donnell te zien in de televisieserie Pan Am, waarna hij nog meerdere rollen speelde in televisieseries en films. Hij is vooral bekend van zijn rol als Tommy Merlyn in de televisieserie Arrow waar hij in 26 afleveringen speelde (2012-2015). 
Donnell is in 2015 getrouwd met actrice Patti Murin.

## Filmografie

### Films
Uitgezonderd korte films.
- 2021 To Catch a Spy - als Aaron Maxwell
- 2020 Love on Iceland - als Charlie
- 2019 Sell By - als Henry
- 2015 Love Is a Four Letter Word - als Sean
- 2014 Every Secret Thing - als Paul Porter

### Televisieseries
Uitgezonderd eenmalige gastrollen.
- 2024 FBI: International - als special agent Brian Lange - 2 afl.
- 2022 Irreverent - als Mack - 10 afl.
- 2012-2020 Arrow - als Tommy Merlyn - 31 afl.
- 2015-2019 Chicago Med - als dr. Connor Rhodes - 84 afl.
- 2016-2019 Chicago Fire - als dr. Connor Rhodes - 4 afl.
- 2016-2017 Chicago P.D. - als dr. Connor Rhodes - 4 afl.
- 2014-2015 The Affair - als Scotty Lockhart - 16 afl.
- 2011-2012 Pan Am - als Mike Ruskin - 4 afl.

### Computerspellen
- 2011 L.A. Noire - als stem

## Theaterwerk opBroadway
- 2023 The Shark Is Broken - als Roy Scheider
- 2014 Violet - als Monty
- 2011-2012 Anything Goes - als understudy
- 2005-2017 Jersey Boys - als understudy

- Biblioteca Nacional de España: XX5406263
- Bibliothèque nationale de France: cb16951023g (data)
- Gemeinsame Normdatei: 1142432874
- International Standard Name Identifier: 0000 0004 3661 0986
- Library of Congress Control Number: no2011173565
- Système universitaire de documentation: 236480812
- Virtual International Authority File: 310538000
- WorldCat: E39PBJw8XHGk38cppH64dxM9Dq